# Ист Брукфилд (Масачусетс)
Ист Брукфилд (енгл. East Brookfield) насељено је место без административног статуса у америчкој савезној држави Масачусетс.

## Демографија
По попису из 2010. године број становника је 1.323, што је 87 (-6,2%) становника мање него 2000. године.
| Група             | 2000.         | 2010.         |
| Белци             | 1.385 (98,2%) | 1.254 (94,8%) |
| Афроамериканци    | 3 (0,2%)      | 8 (0,6%)      |
| Азијати           | 2 (0,1%)      | 3 (0,2%)      |
| Хиспаноамериканци | 11 (0,8%)     | 35 (2,6%)     |
| Укупно            | 1.410         | 1.323         |